# Carmen Andrés Añón
Carmen Andrés Añón   (Calanda, 19 d'octubre de 1964) és una política barcelonina, regidora de l'Ajuntament de Barcelona des de 2007 al 2019 pel Partit dels Socialistes de Catalunya.

## Biografia
Filla i neta de llauradors i pastissers, el 1970 es va instal·lar a Barcelona amb la seva família. Llicenciada en Dret per la Universitat de Barcelona (1987), va cursar estudis d'extensió universitària d'especialització en Dret Administratiu.
Als 25 anys, Carmen Andrés va iniciar la seva carrera professional en la funció pública, especialitzant-se en l'àmbit de la gestió personal i els recursos humans en diferents àrees de l'Administració de la Generalitat de Catalunya.
En el període 1989-2002 va desenvolupar tasques de Tècnica en la Direcció General de Serveis Penitenciaris i Rehabilitació de la Conselleria de Justícia i Cap de la Secció Tècnica i d'Inspecció de la Secretaria General de la mateixa Conselleria.
En l'octubre de 2002 es va traslladar a l'Institut Català de la Salut i mitjançant un concurs de mèrits va accedir als llocs de Cap de la Secció de Gestió i Administració de Personal i Cap del Servei de Gestió Administrativa de la Direcció de Recursos Humans.
Entre 2001 i 2006 va exercir com membre titular de diferents tribunals i juntes de mèrits i capacitats de cursos per la previsió de llocs de treball i trasllats de diferents conselleries i de l'Institut Català de la Salut, després d'haver obtingut l'acreditació corresponent.
Sòcia fundadora d'INTI, Grup per l'educació en la solidaritat amb els països del sud (1998). Fins a 2004 participà activament per impulsar i realitzar diferents projectes solidaris en l'àmbit de l'educació en El Salvador, Bolívia, Nicaragua i Tanzània.

## Trajectòria política
Les seves inquietuds socials i la convicció sobre la utilitat de l'activisme polític per millorar la societat la van portar, en l'any 1999, a afiliar-se al PSC (Partit dels Socialistes de Catalunya). Des de llavors milita en l'Agrupació de Nou Barris de Barcelona, en la que ha estat membre de la Comissió Executiva en diferents períodes. En el Congrés de la Federació de Barcelona de 2011 fou elegida Secretaria de Política Municipal de la Federació pel període 2011-2014.
En les eleccions municipals de 2007 forma part de la candidatura de Jordi Hereu a l'Alcaldia de Barcelona, i fou elegida Regidora Executiva del Districte de Nou Barris.
En les eleccions municipals de 2011, fou elegida novament regidora pel Partit dels Socialistes de Catalunya per a l'Ajuntament de Barcelona, on exerceix com a Presidenta del Consell Municipal del districte de Nou Barris i té assignades les àrees d'Educació i Habitatge en el Grup Municipal del Partit dels Socialistes de Catalunya.
Diputada per Barcelona al Congrés dels Diputats des del maig del 2019 al maig del 2023.